# Фторид урана(V)
Фторид урана(V) — бинарное неорганическое соединение урана и фтора с формулой UF5, светло-жёлтые или светло-серые кристаллы, реагирует с водой.

## Получение
- Фторирование фторида урана(IV):

{\displaystyle {\mathsf {2UF_{4}+F_{2}\ {\xrightarrow {250^{o}C}}\ 2UF_{5}}}}
- Реакция фторидов урана(IV) и урана(VI):

{\displaystyle {\mathsf {UF_{4}+UF_{6}\ {\xrightarrow {100-150^{o}C}}\ 2UF_{5}}}}

## Физические свойства
Фторид урана(V) образует две кристаллические модификации:
- α-UF5 — светло-жёлтые кристаллы тетрагональной сингонии, пространственная группа I 4/m, параметры ячейки a = 0,6525 нм, c = 0,4472 нм, Z = 2, существует до температуры 125°С.
- β-UF5 — светло-серые кристаллы тетрагональной сингонии, пространственная группа I 42d, параметры ячейки a = 1,1473 нм, c = 0,5208 нм, Z = 8, существует при температуре выше 125°С.

## Химические свойства
- Диспропорционирует при нагревании в вакууме:

{\displaystyle {\mathsf {2UF_{5}\ {\xrightarrow {150^{o}C,vacuum}}\ UF_{4}+UF_{6}}}}
- Реагирует с водой (c горячей — быстрее):

{\displaystyle {\mathsf {2UF_{5}+2H_{2}O\ {\xrightarrow {90^{o}C}}\ UF_{4}\downarrow +(UO_{2})F_{2}\downarrow +4HF\uparrow }}}
- Реагирует с щелочами:

{\displaystyle {\mathsf {2UF_{5}+10NaOH\ {\xrightarrow {}}\ U(OH)_{4}\downarrow +UO_{2}(OH)_{2}\downarrow +4NaF+2H_{2}O}}}
- С фторидами щелочных металлов образует устойчивые комплексы:

{\displaystyle {\mathsf {UF_{5}+NaF\ {\xrightarrow {}}\ Na[UF_{6}]}}}